# Krman Dániel
Krman Dániel vagy Krmann Dániel vagy Kermann Dániel (maga a nevét Krmann-nak írta) (Nagysziklás, 1663. augusztus 28. – Pozsony, 1740. szeptember 17.) – az evangélikus egyház szuperintendense, a Rákóczi-szabadságharc szlovák származású támogatója.

## Élete
Édesapja idősebb Krman Dániel evangélikus lelkész, édesanyja Masnicius Anna. A szülőknek földesuraik (Nádasdy Ferenc, majd Illésházy Gábor) rekatolizálása után többször kellett menekülniük, míg végül a Nyitra megyei Belesz településen találtak otthonra. 1663 nyarán azonban a török támadások miatt a Trencsén megyei Nagysziklásra költöztek, ahol megszületett fiuk. Ifjabb Dánielnek összesen hét testvére volt, édesapjuk később Túrólukán (ma Miava városrésze) lett lelkész. Gyermekkora igen válságos időkben telt, mivel általánosak voltak ekkor a vallási villongások, politikai üldözések. Gyermekként több felégetett falut látott, hitük vagy politikai meggyőződésük miatt menekülő emberek mindennaposak voltak. Az 1670-ben felgöngyölített Wesselényi összeesküvés után Magyarországon nemcsak a politikai üldözés, de az erőszakos térítés is jelentkezett. 1672-ben Turólukára érkezett Bársony János királyi ítélőmester és Bársony György nagyváradi püspök, hogy királyi leirat értelmében lefoglalja a helyi templomot. A lakosság ellenállt és megsebesítette az ítélőmestert, amiért a Krman családnak majd egy évtizedig bujdosnia kellett.

Az ifjú Krman ezalatt Boroszlóban, Lipcsében és végül Wittenbergben tanult báró Osztrosith Miklós anyagi támogatásával. 1683 őszén Johann Deutschmann professzornál nyújtotta be teológiai disszertációját. Hazatérve előbb Illaván lett tanító. Hamarosan itt lelkészkedő nagybátyját Masnicius Tóbiást elűzték, neki is távozni kellett. Ezután két évig Osztrosith báró rokonának Révay grófnak mosóci birtokán vezette a helyi iskolát. 1687-ben apja halálakor visszatér Túrólukára, ahol lelkésszé választják. Munkájában a katolikus Erdődy grófok és Majthényi bárok, mint helyi birtokosok akadályozzák. 1690-ben végül elűzik, azonban nem megy messzire – a szomszédos Miaván lesz lelkész. A földbirtokosi önkény azonban itt is utoléri, hívei ellenállnak, aminek eredményeképp Csejte várába zárják. Innen parasztruhában megszökik, végül Wittenbergben talál menedéket. Száműzetése idejében kezdődik meg a Rákóczi szabadságharc. 1705-ben a szécsényi országgyűlésen vallási türelmet hirdetnek, így Zsolna városának evangélikusai is a többségi elv alapján visszakapják nagyobbik templomukat. A zsolnai gyülekezet rögtön haza is hívja Krmant lelkésznek. 1706 tavaszán a biccsei egyházkerület püspökké választja. 1707-ben a szövetséges rendek felhívást intéztek önkéntesek toborzására a császári erők ellen. A frissen jelentkezett önkéntesek számára a szepességi evangélikus Czelder Orbán nyolc új hadizászló megáldását kérte Krmantól, amit meg is kapott. Krman latin nyelvű beszéde megmaradt, ami egyértelműen mutatja Rákóczi-párti állásfoglalását. Beszédében elmondta: "Jézus Krisztus, a legyőzhetetlen, a győző, Izrael őrizője cselekedje meg, hogy e zászlókból sok jó származzék a megnyomorított Magyarországra, amely valamikor az országok dísze, a kereszténység védőbástyája és a földi paradicsom volt." 1707 áprilisában a vezérlő fejedelem kérésére összehívta a rózsahegyi evangélikus zsinatot, amelyen megszervezte a svéd királyhoz XII. Károly svéd királyhoz való kiküldetését, hogy így próbáljon a magyar szabadságharc ügyén segíteni. Bár másfél évig tartó kiküldetése politikai sikert nem hozott, utazásáról készült könyv igen értékes kordokumentum. Visszatérése után nem sokkal a szabadságharc elbukott, a zsolnai templom ismét katolikus kézre került. 

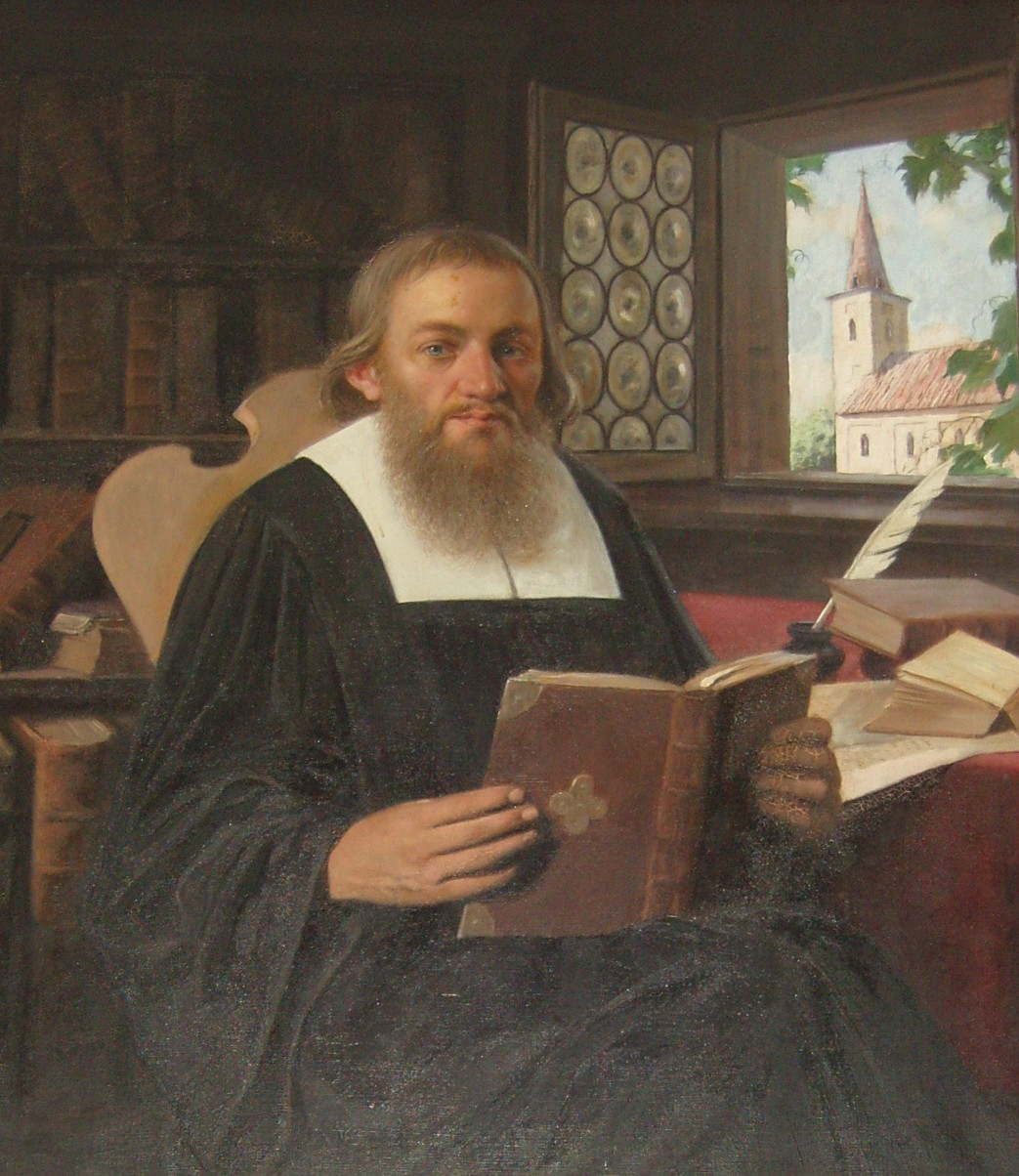
Krman Dániel képe a miavai evangélikus templomban.

 Így anyaközsége ismét visszahívta Miavára. Az 1715-ös országgyűlés a rózsahegyi zsinat eredményeit semmisnek nyilvánította. Krman eközben továbbra is buzgólkodott az evangélikus egyház újraszervezésében, a liturgikus rendet igyekezett megreformálni. 1720-ban formába öntötte Ágendáját, de csak 1734-ben sikerült kinyomtatnia. A latin művet később Ambrózy György tisza-kerületi püspök fordította le a szlovákok által liturgikus nyelvként használt ócseh bibliai nyelvre. Ebben az időben készült el Krman cseh nyelvre fordított Bibliája is, mely fordításban Bél Mátyás segítette. A Biblia fordítása végül 1732-ben jelent meg August Hermann Francke hallei árvaházi nyomdájában. Ennek előszavából kiderül, hogy még 1682-ben felajánlotta Krmannak Osztrosith Mátyás felesége született Révay Kata Szidónia, hogy fordítását anyagilag támogatná, azonban a háborús viszonyok között erre nem került sor. A rendkívül termékeny író még sok egyéb művet kiadott. Jelentős még a magyarországi evangélikusok történetével foglalkozó Hungaria Evangelica című munkája is. Ennek kiadására legjobb tudomás szerint máig nem került sor. A békeidők 1729-ben zárultak le, amikor Krman egy morvaországból érkező katolikust Mlinárics Vencelt (Václav Mlynárič) evangélikus hitre térített. Erre gróf Erdődy László Ádám nyitrai püspök és főispán feljelentette. Mivel Krman nem volt hajlandó a katonaság kivezénylése ellenére Mlináricsot átadni, a Helytartótanács a város feldúlásával fenyegetett. Krman így védencével együtt Jeszenák Pál rábeszélésére Pozsonyba utazott, ahol tüstént őrizetbe vették, majd Grassalkovich Antal királyi ügyész rendkívüli törvényszék elé állíttatta felségsértés és hűtlenség bűnének vádjával. A vádpontok közül néhány, melyekben elmarasztalták: "Bársony János ítélőmestert agyonlövette (ekkor csak 9 éves volt), Mlináricsot ördögűzéssel áttérítette, a klérust gyalázta, Nepomuki Szent Jánost paráznának állította". A törvényszék a hetvenéves Krmant életfogytiglani börtönre ítélte. Érdekében közbenjárt I. Frigyes Vilmos porosz király is, de eredménytelenül. A pozsonyi börtönben halt meg. A pozsonyi jezsuiták később azt állították, hogy élete végén katolikus hitre tért és ezért a Szent Márton dómban temették el, ahol ma is nyugszik. Sírfelirata szerint: "Natus in exilio, denatus in exilioque…" (száműzetésben született, száműzetésben halt meg).

## Művei
- 1718 – Man hu?, Co jest to za Mannu skytau, kterauž P. Stephanus Dubniczay, Pleban teplanský na světlo vydal (), hitvita Dubniczay István katolikus pappal
- 1704 – Rudimenta grammaticae Slavicae (A szlovák grammatika alapjai)
- 1707 – Actus inaugurationis vexillorum, zászlószentelési prédikációja
- 1704 – Kniha života (Az élet könyve), temetési prédikációk
- 1708 – Fata familiae Krmannianae, a Krmann család története (csak kézirat)
- 1709 / 1711 – Itinerarium, említett útikönyve (szlovák nyelven megjelent 1969-ben és 1975-ben (Cestovný denník), magyarul 1984-ben)
- 1717 – Trium Krmannorum exilia (A három Krmann számüzetése), önéletrajz (csak kézirat)
- 1717 – részt vett az Evanjelického kancionál (Evangélikus kancionál) Václav Klejch általi szerkesztésében
- 1722 – Biblia sacra, to jest: Biblí svatá (Szent Biblia), csak előszó (Bél Mátyással együttműködésben)
- 1718 – Hungaria evangelica (Evangélikus Magyarország), egyháztörténeti mű (csak kézirat)
- 1718 – Katechyzmus učení křesťanského, pro mládež (Keresztény tanítás kátéja az ifjúságnak)
- 1719 – De Slavorum origine dissertatio (Értekezés a szlávok eredetéről), elveszett írás
- Chvála budiž tobě, náš předobrý Bože (Dicsőség neked, mi jóságos Istenünk), cseh egyházi ének

### Magyarul
- Gyulafy Lestár följegyzései; közli Szilágyi Sándor / Keczer Ambrus naplója; közli Tasnádi Nagy Gyula / Krmann Dániel superintendens 1708–1709-iki oroszországi útjának leírása; közli Mencsik Ferdinánd, Kluch János; Akadémia, Bp., 1894 (Magyar történelmi emlékek. 2. oszt. Írók)
- Küldetésem története  1708–1709 / Itinerarium; ford. Szabó Zsuzsanna, Nagy Judit, utószó Tatiana Kusá, jegyz. Fabini Tibor, Kiss Gy. Csaba, helységnévmutató Kiss Gy. Csaba; Tatran–Európa, Bratislava–Bp., 1984 (Bibliotheca saeculorum)